# La media vuelta
La media vuelta, es un bolero ranchero, del compositor mexicano José Alfredo Jiménez, es una de las canciones más típicas de su repertorio y una de sus composiciones que lo ha posicionado como icono de la música mexicana.

## Letra e interpretaciones
La letra versa, en primera persona, sobre la opinión orgullosa y tal vez despechada sobre la influencia emocional que ejerce quien canta sobre su pareja sentimental, misma que al parecer, propone una ruptura o el término de la relación sentimental. También pudiera decirse que la letra implica la resignificación de una ruptura o la reelaboración de la idea o ideas que explican o definen la ruptura:

Te vas porque yo quiero que te vayas,
 a la hora que yo quiera te detengo,
 yo sé que mi cariño te hace falta,
 porque quieras o no, yo soy tu dueño.

Posteriormente y en el mismo sentido la estrofa que contiene el título de la canción

Si encuentra un amor que te comprenda,
 y sientas que te quiere más que nadie,
 entonces yo daré la media vuelta,
 y me iré con el sol, cuando muera la tarde.
(los dos últimos versos se repiten)

Entre las interpretaciones se pueden mencionar, las de diversos cantantes mexicanos de fama internacional como Antonio Aguilar, Francisco "El Charro" Avitia, Javier Solís, el propio José Alfredo Jiménez, Lola Beltrán, Los Panchos, Lucero, Lucha Villa, Luis Miguel, Marco Antonio Muñiz, Manuel Mijares y Pedro Fernández, así mismo por intérpretes de otras nacionalidades como Ana Belén, Eydie Gormé, Charytín, Joe Quijano, Julio Iglesias, Los Rabanes, María Dolores Pradera, Oscar D'León, Pérez Prado, Raphael, Rocío Dúrcal, y Gary Hobbs. 
En 2022 en el álbum Nostalgia, Vol. 1 de Duelo, la cual es la pista 8, se puede escuchar una versión de este tema.
De las anteriormente mencionadas destaca la interpretación de Luis Miguel en su álbum "Segundo romance", la cual alcanzó el número 1 en las listas de popularidad del Billboard a finales del año 1994.

## Motivos Culturales
Además de las múltiples interpretaciones que han sido grabadas por cantantes de fama internacional y de distintas nacionalidades, esta canción ha sido empleada como inspiración, a decir de alguna fuente, para la orientación de la tumba su autor, José Alfredo Jiménez, pues a diferencia de las demás tumbas en el panteón de Dolores que apuntan hacia la entrada de dicho camposanto, esta apunta al poniente, en recuerdo de una de las frases de la canción: 

"y me iré con el sol, cuando muera la tarde."